# Liste der vom Guide Michelin ausgezeichneten Restaurants in Québec
In der Liste der vom Guide Michelin ausgezeichneten Restaurants in Québec finden sich alle Restaurants in der Provinz Québec, die mit mindestens einem Stern ausgezeichnet wurden. Aktuell sind neun Restaurants mit mindestens einem Stern ausgezeichnet worden (Stand 2025), ein 2-Sterne-Restaurant und acht 1-Stern-Restaurants.
| Ausgezeichnete Restaurants | Ausgezeichnete Restaurants | Ausgezeichnete Restaurants |
| Sterne                     | Stadt                      | Restaurant                 |
| -------------------------- | -------------------------- | -------------------------- |
|                            | Québec                     | Tanière³                   |
|                            | Québec                     | ARVI                       |
| Montréal                   | Europea                    |                            |
| Québec                     | Kebec Club Privé           |                            |
| Québec                     | Laurie Raphaël             |                            |
| Québec                     | Légende                    |                            |
| Montréal                   | Mastard                    |                            |
| Rimouski                   | Narval                     |                            |
| Montréal                   | Sabayon                    |                            |
| Quellen:                   |                            |                            |